# Procedimiento de extirpación electroquirúrgico de lazo

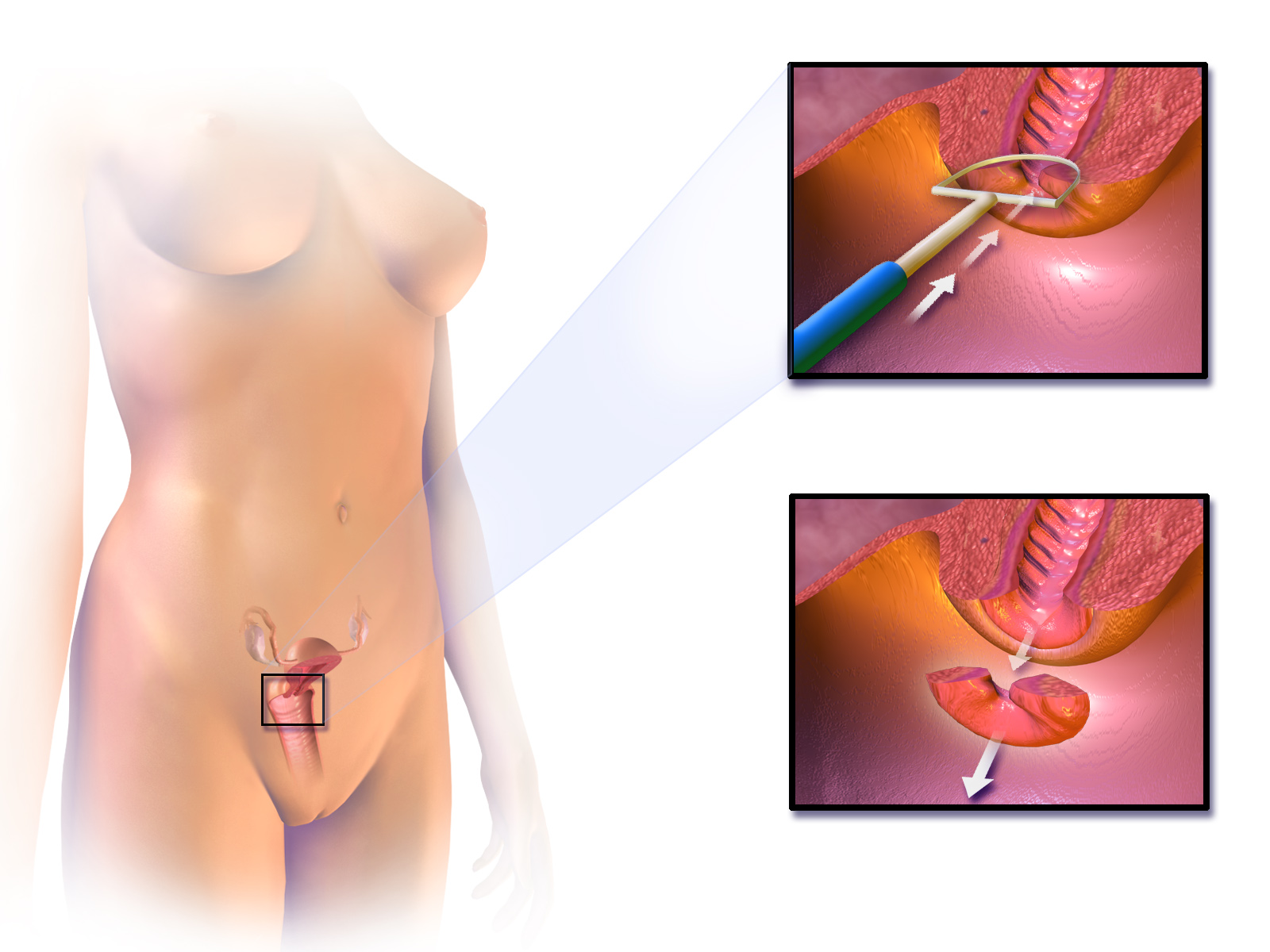

El procedimiento de extirpación electroquirúrgico de lazo o por sus siglas en inglés LEEP es actualmente uno de los procedimientos más comúnmente utilizados para tratar neoplasias cervicales intraepitelial de alto grado (CIN II/III, HGSIL) (crecimiento anormal y pre-canceroso de células escamosas en el cuello uterino) que se han detectado mediante exámenes colposcópicos. Este procedimiento también suele ser denominado "gran escisión con asa de la zona de transformación" (en inglés: LLETZ). El procedimiento presenta numerosas ventajas entre las que se destacan, su costo reducido, su alta tasa de éxito, y simplicidad para utilizarlo. El procedimiento se lo puede realizar en un consultorio y por lo general solo requiere el uso de anestesia local, aunque a veces se utiliza anestesia general.

## Proceso
Para realizar el LEEP, el/la doctor [doctora] utiliza un lazo de alambre muy delgado por el cual hace circular una pequeña corriente eléctrica regulada. Existen diversas formas y tamaños de lazos los cuales se utilizan según sea el tamaño y orientación de la lesión. La zona de transformación cervical y la lesión son intervenidas a una profundidad apropiada, la cual en la mayoría de los casos es de por lo menos 8 mm, y se extiende de 4 a 5 mm más allá de la lesión. Se puede realizar una segunda pasada con un lazo más angosto para obtener un espécimen endocervical para una evaluación histológica posterior.
A causa del uso de la electricidad la técnica LEEP produce algunos artefactos térmicos en todos los especímenes que se obtienen, ya que la electricidad simultáneamente corta y cauteriza la lesión, pero esto en general no interfiere con la interpretación patológica.

## Complicaciones
En comparación con la conización mediante crio-bisturí las complicaciones son menos frecuentes, pero pueden incluir infección y hemorragia. El daño al estroma cervical puede inducir estenosis cervical o incompetencia. No parece que el LEEP afecte la fertilidad. Sin embargo, un estudio realizado recientemente indica que parecería que el LEEP aumenta el riesgo de ruptura prematura de membrana durante embarazos subsiguientes lo cual puede resultar en un adelanto del parto.
Un estudio indicó que mujeres reportan una disminución estadísticamente significativa en la satisfacción sexual después del LEEP. Existen relatos anecdóticos en prensa que reportan anorgasmia y dolor vaginal tras haberse sometido a LEEP.